# Геппі-Веллі-Гус-Бей
Геппі-Веллі-Гус-Бей (англ. Happy Valley-Goose Bay) — містечко в Канаді, у провінції Ньюфаундленд і Лабрадор.

## Населення
За даними перепису 2016 року, містечко нараховувало 8109 осіб, показавши зростання на 7,4%, порівняно з 2011-м роком. Середня густина населення становила 26,5 осіб/км².
З офіційних мов обидвома одночасно володіли 520 жителів, тільки англійською — 7 450, тільки французькою — 5, а 10 — жодною з них. Усього 345 осіб вважали рідною мовою не одну з офіційних, з них 90 — одну з корінних мов.
Працездатне населення становило 73% усього населення, рівень безробіття — 8,3% (9,2% серед чоловіків та 7,1% серед жінок). 95,4% осіб були найманими працівниками, а 3,8% — самозайнятими.
Середній дохід на особу становив $58 417 (медіана $48 550), при цьому для чоловіків — $70 514, а для жінок $46 535 (медіани — $62 976 та $38 258 відповідно).
21% мешканців мали закінчену шкільну освіту, не мали закінченої шкільної освіти — 20,1%, 58,8% мали післяшкільну освіту, з яких 23,5% мали диплом бакалавра, або вищий, 10 осіб мали вчений ступінь.
| Статево-вікова структура населення | Статево-вікова структура населення | Статево-вікова структура населення | Статево-вікова структура населення | Статево-вікова структура населення |
| ---------------------------------- | ---------------------------------- | ---------------------------------- | ---------------------------------- | ---------------------------------- |
|                                    |                                    |                                    |                                    |                                    |
| Всього                             | Всього                             | 49,7%50,3%                         |                                    |                                    |
| 0 — 14 років                       | 0 — 14 років                       |                                    | 18%                                | 18%                                |
| 15 — 64 років                      | 15 — 64 років                      |                                    | 70,8%                              | 70,8%                              |
| 65 і більше                        | 65 і більше                        |                                    | 11,2%                              | 11,2%                              |
| 85 і більше                        | 85 і більше                        |                                    | 0,9%                               | 0,9%                               |
| Середній вік (років)               | Середній вік (років)               | 38,138,2                           | 38,2                               | 38,2                               |
| Медіана (років)                    | Медіана (років)                    | 39,138,4                           | 38,8                               | 38,8                               |
| — чоловіки — жінки                 |                                    |                                    |                                    |                                    |

| Походження мешканців:     | Походження мешканців:     | Походження мешканців: | Походження мешканців: | Походження мешканців: |
| ------------------------- | ------------------------- | --------------------- | --------------------- | --------------------- |
| Походження                |                           |                       | осіб                  | %                     |
| Корінні американці        | Корінні американці        |                       | 3 475                 | 44.13%                |
| Інше північноамериканське | Інше північноамериканське |                       | 3 630                 | 46.1%                 |
| Європейське               | Європейське               |                       | 3 830                 | 48.63%                |
| британське                | британське                |                       | 3 455                 | 43.87%                |
| французьке                | французьке                |                       | 540                   | 6.86%                 |
| українське                | українське                |                       | 15                    | 0.19%                 |
| Латинськоамериканське     | Латинськоамериканське     |                       | 45                    | 0.57%                 |
| Карибське                 | Карибське                 |                       | 15                    | 0.19%                 |
| Африканське               | Африканське               |                       | 50                    | 0.63%                 |
| Азійське                  | Азійське                  |                       | 295                   | 3.75%                 |

| Зайнятість населення за галузями (за класифікацією NOC): | Зайнятість населення за галузями (за класифікацією NOC): | Зайнятість населення за галузями (за класифікацією NOC): | Зайнятість населення за галузями (за класифікацією NOC): | Зайнятість населення за галузями (за класифікацією NOC): |
| -------------------------------------------------------- | -------------------------------------------------------- | -------------------------------------------------------- | -------------------------------------------------------- | -------------------------------------------------------- |
|                                                          |                                                          |                                                          |                                                          |                                                          |
| Управління                                               | Управління                                               |                                                          | 10,5%                                                    | 10,5%                                                    |
| Бізнес, фінанси та адміністрування                       | Бізнес, фінанси та адміністрування                       |                                                          | 15,3%                                                    | 15,3%                                                    |
| Природничі та прикладні науки                            | Природничі та прикладні науки                            |                                                          | 6,9%                                                     | 6,9%                                                     |
| Охорона здоров'я                                         | Охорона здоров'я                                         |                                                          | 6,5%                                                     | 6,5%                                                     |
| Освіта, правозахист, муніципальні та урядові служби      | Освіта, правозахист, муніципальні та урядові служби      |                                                          | 13,9%                                                    | 13,9%                                                    |
| Мистецтво, культура, відпочинок та спорт                 | Мистецтво, культура, відпочинок та спорт                 |                                                          | 1,2%                                                     | 1,2%                                                     |
| Роздрібна торгівля та послуги                            | Роздрібна торгівля та послуги                            |                                                          | 21,2%                                                    | 21,2%                                                    |
| Гуртова торгівля, транспорт та обладнання                | Гуртова торгівля, транспорт та обладнання                |                                                          | 21,5%                                                    | 21,5%                                                    |
| Природні ресурси, сільське господарство                  | Природні ресурси, сільське господарство                  |                                                          | 1,2%                                                     | 1,2%                                                     |
| Виробництво                                              | Виробництво                                              |                                                          | 1,4%                                                     | 1,4%                                                     |

## Клімат
Середня річна температура становить -0,4°C, середня максимальна – 19°C, а середня мінімальна – -23,3°C. Середня річна кількість опадів – 950 мм.
| Клімат поселення                              | Клімат поселення | Клімат поселення | Клімат поселення | Клімат поселення | Клімат поселення | Клімат поселення | Клімат поселення | Клімат поселення | Клімат поселення | Клімат поселення | Клімат поселення | Клімат поселення | Клімат поселення |
| Показник                                      | Січ.             | Лют.             | Бер.             | Квіт.            | Трав.            | Черв.            | Лип.             | Серп.            | Вер.             | Жовт.            | Лист.            | Груд.            |                  |
| Середній максимум, °C                         | −12,16           | −10,6            | −4,12            | 3,50             | 10,49            | 16,70            | 18,99            | 18,18            | 12,62            | 6,47             | −0,1             | −9,32            |                  |
| Середня температура, °C                       | −17,74           | −16,18           | −9,72            | −2,08            | 4,92             | 11,10            | 15,27            | 14,46            | 8,89             | 2,75             | −3,8             | −13,06           |                  |
| Середній мінімум, °C                          | −23,33           | −21,76           | −15,29           | −7,66            | −0,67            | 5,53             | 11,55            | 10,74            | 5,17             | −0,98            | −7,55            | −16,78           |                  |
| Норма опадів, мм                              | 65               | 56               | 68               | 61               | 68               | 96               | 114              | 100              | 95               | 80               | 75               | 72               |                  |
| Середньомісячна швидкість вітру, м/с          | 4.94             | 4.68             | 4.80             | 4.54             | 4.14             | 4.24             | 3.85             | 3.98             | 4.37             | 4.58             | 4.92             | 4.94             |                  |
| Середньомісячна сонячна радіація, кДж/м²·день | 3341             | 6742             | 11170            | 15484            | 17639            | 18404            | 17696            | 14538            | 10050            | 5768             | 3216             | 2395             |                  |
| --------------------------------------------- | ---------------- | ---------------- | ---------------- | ---------------- | ---------------- | ---------------- | ---------------- | ---------------- | ---------------- | ---------------- | ---------------- | ---------------- | ---------------- |
| Джерело:                                      |                  |                  |                  |                  |                  |                  |                  |                  |                  |                  |                  |                  |                  |